# Teofilo Kisanji University
Die Teofilo Kisanji University (TEKU) ist eine staatlich anerkannte private Universität der Herrnhuter Brüdergemeine in Mbeya in Tansania. Im Studienjahr 2016/17 hatte sie 1300 Studenten und 47 Dozenten.

## Lage
Mbeya liegt im Südwesten von Tansania im südlichen Hochland von Tansania in einem Tal zwischen dem Mbeya-Range im Norden und den Poroto-Bergen im Süden. Die Universität ist fünf Kilometer südöstlich des Stadtzentrums im Block T, etwa 500 Meter südlich der Nationalstraße von Tansania nach Sambia.

## Geschichte
Die Teofilo Kisanji Universität basiert auf dem 1960 gegründeten College der Herrnhuter Brüdergemein, das 1978 von Chunya nach Mbeya transferiert wurde. Zu Universität erhoben wurde sie im Jahr 2006. Benannt ist sie nach Teofilo Kisanji, dem Begründer des ursprünglichen Colleges.

## Fakultäten
Die Universität hat drei Fakultäten: 
- Die Fakultät für Geistes- und Sozialwissenschaften umfasst die Studienrichtungen Theologie, Geographie, Englisch, Swahili und Soziologie.[7]
- Die Fakultät für Bildungswissenschaften dient der Ausbildung von Lehrern für weiterführende Schulen.[8]
- Die Fakultät für Naturwissenschaften und Technologie bildet Studenten in Chemie, Biologie, Mathematik, Physik und Geographie aus.[9]

## Zusatzangebote
Neben der Ausbildung werden folgende Leistungen angeboten:
- Unterkunft: Studenten können in einem einfachen Studentenheim auf dem Alten Campus wohnen oder in modernen Unterkünften in Hekima, Uzima und Amani.
- Kindergarten: Der Kindergarten auf dem Campus steht Studenten, Angestellten und Bewohnern der Stadt zur Verfügung.
- Sport: Für Studenten und Mitarbeiter gibt es Plätze für Fußball, Netzball, Basketball und Leichtathletik.

## Rangliste
Von EduRank wird die Universität als 25. in Tanzania, als Nummer 744 in Afrika und 12.499 weltweit geführt (Stand 2021).